# Sprite (Wetterphänomen)

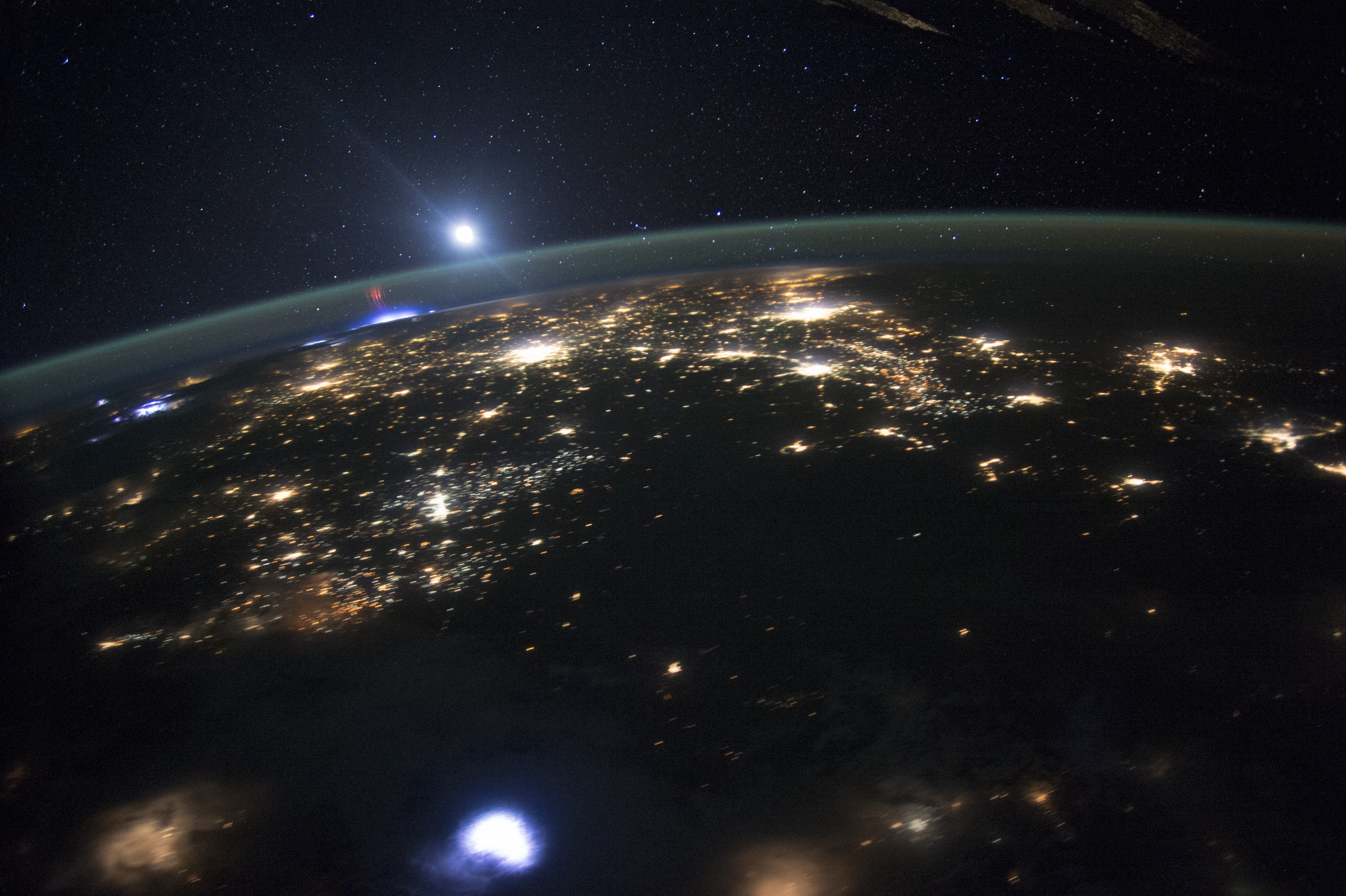
Red Sprites über dem Nordwesten Mexikos von der Raumstation ISS-44 aus (10. August 2015)

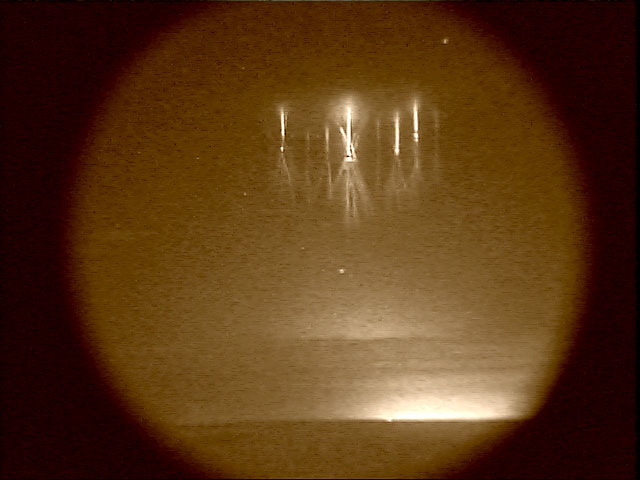
Sprites über Kansas in der Mesosphäre in etwa 50 bis 60 km Höhe (NASA, August 2000; die tatsächliche Farbe der Sprites ist rot-violett)

Als „Sprite“ (dt. „Kobold“) bezeichnet man in der Meteorologie eine kalte Entladung in der Hochatmosphäre, die während eines Gewitters oberhalb einer Wolke aus der Wolkendecke heraus bis in eine Höhe von über 100 km nach oben ausschlägt. Meist ähneln Sprites einer schmalen Stichflamme.

## Entdeckungsgeschichte
Da die Erscheinungen selten vom Boden aus beobachtet werden können, wurden sie erst nach Beginn der Luftfahrt aktenkundig. Lange Zeit wurden Sprites jedoch als Spinnerei von Piloten abgetan. Daher hatten sie ihre Beobachtungen verschwiegen, teils aus Angst vor Verspottung.
In den 1960er Jahren hatten Kampfpiloten beim Einsatz im Vietnamkrieg die Phänomene beobachtet und darüber berichtet. Lange Zeit gab es nur wenige gesicherte Informationen und nur wenige Fotografien; ab 1989 wurden aus Flugzeugen gezielt Aufnahmen gemacht, 2003 aus dem Space Shuttle Columbia.

## Erscheinungsformen

### Red Sprites
„Red Sprites“ (engl., dt. „Rote Kobolde“) erscheinen als rötliche oder leuchtend rote Entladungen, die steil aufwärts verlaufen und deren Blitzkanäle meist kurz nach Austritt aus der Wolkendecke in zahllose Verästelungen zerfallen, weshalb sie auch scherzhaft als „Karotten-Sprites“ bezeichnet werden. Red Sprites treten in Höhen von bis zu 75 km auf und erreichen Längen von bis zu 20 km. Das sich zerteilende Kopfende der Entladung dehnt sich bis auf 50 km aus. In manchen Fällen entladen sich die Verzweigungen selbst ein weiteres Mal, diesmal jedoch nach unten, wobei eine bläuliche Färbung auftritt. Aufgrund ihres Erscheinungsbildes werden solche Sprites als „angel sprites“ (auf Deutsch „Engelskobolde“) bezeichnet. Erste Aufnahmen von Red Sprites stammen aus dem Jahr 1989, ab 1991 wurden sie gezielt während verschiedener Space-Shuttle-Missionen aufgezeichnet. Die Beobachtungen durch Erkundungsflüge und Radarstationen am Boden ergaben, dass Red Sprites stets nur über der Wolkendecke von besonders heftigen Gewittern im Bereich der Mesosphäre (55 bis 85 km Höhe) erscheinen. Dabei können sie einzeln oder in Schwärmen auftreten. Eine Beobachtung mit bloßem Auge ist nur dann sinnvoll, wenn der Himmel im Hintergrund des Spektakels extrem dunkel ist, da Red Sprites, im Gegensatz zu sogenannten Blue Jets, deutlich lichtschwächer sind als herkömmliche Wolke-zu-Boden-Entladungen.
Zur Entstehung von Red Sprites gibt es unterschiedliche Theorien: Die Gängigste besagt, dass sich über der Wolkendecke besonders heftiger Gewitter ein starkes Spannungsfeld aufbaut, das sich aufgrund baldiger Übersättigung an Elektronen infolge von Kollisionen mit Gamma-Strahlen aus der darüber liegenden Ionosphäre von selbst entlädt.

### Blue Jets

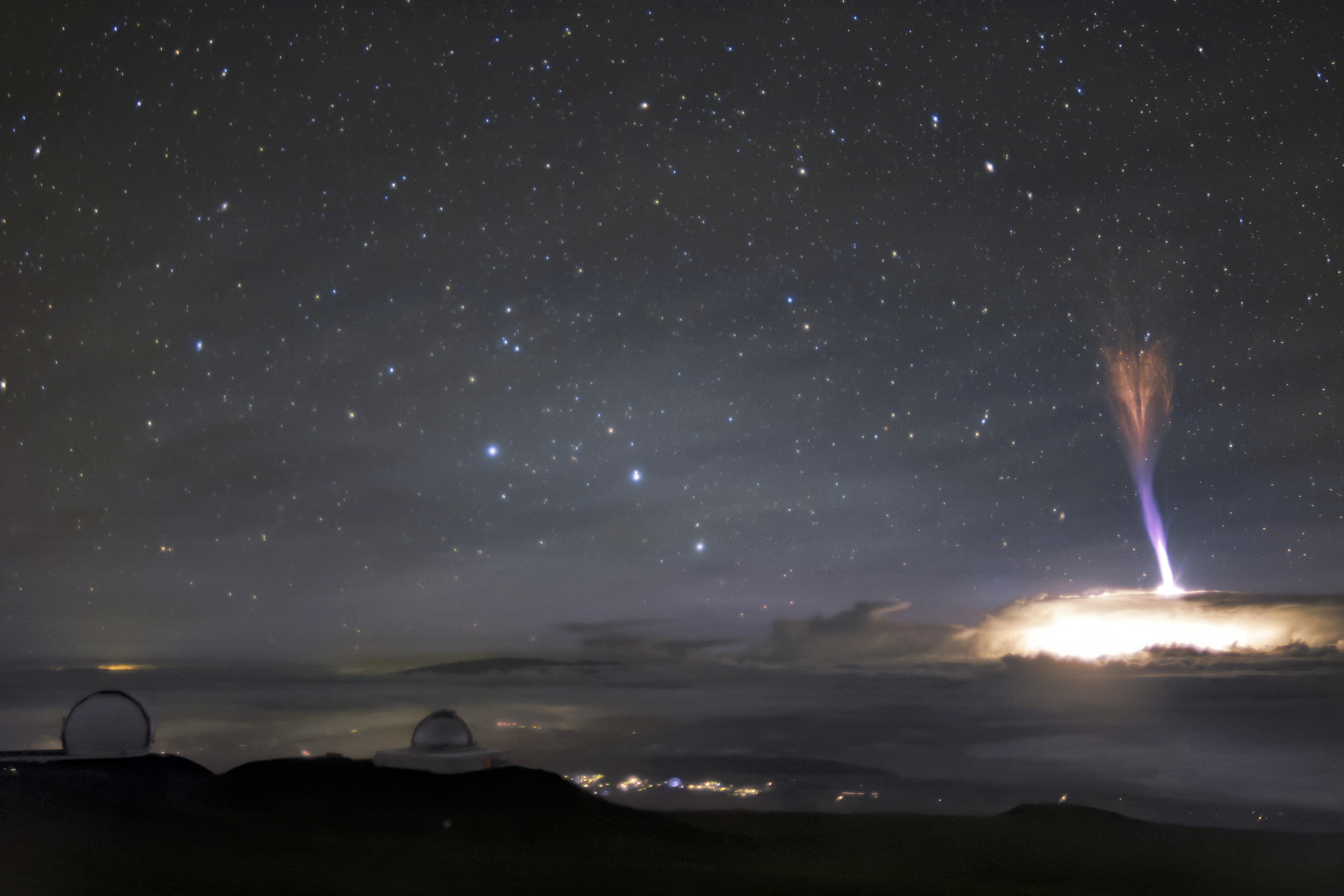
Blue Jet am Mauna Kea (auf Hawaii)

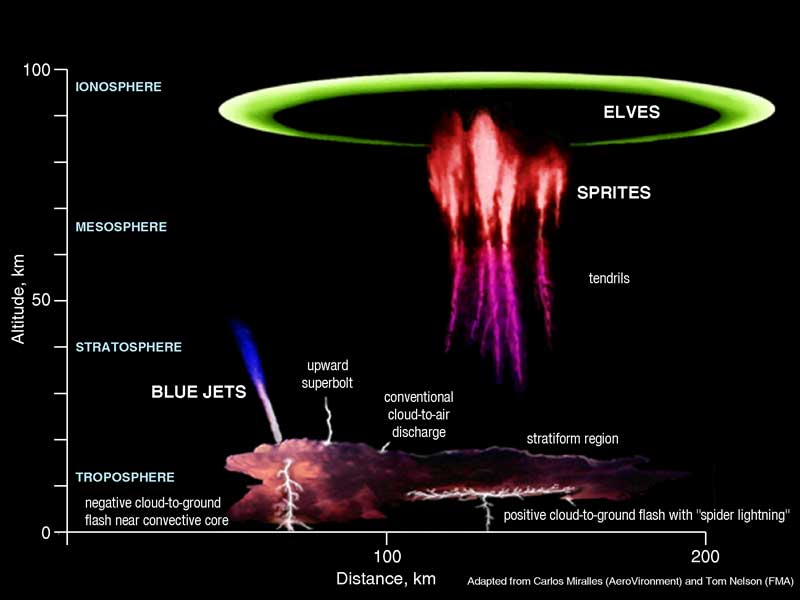
Grafik zur Entstehung von „Blue Jets“, „Elfen“ („Elves“) und „Red Sprites“ (engl.)

In rund 40 km Höhe entstehen auf ähnliche Weise auch weiß-bläuliche, stichflammenähnliche Entladungen, „Blue Jets“ (dt. „blaue Strahlen“), die Zehntelsekunden dauern und im Bereich der Stratosphäre aus der Wolkenoberdecke regelrecht herausspringen. Sie ragen bis zu 25 km in die Höhe, bevor sie sich auflösen. Sie scheinen von Wolke-zu-Boden-Entladungen unabhängig zu sein.

### Elves
Die Abkürzung „Elves“ (Emission of Light and Very Low Frequency perturbations due to Electromagnetic Pulse Sources) heißt aus dem Englischen übersetzt: Lichtemission und sehr niederfrequente Störungen durch elektromagnetische Impulsquellen. Elves (dt. „Druden“ oder „Elfen“) erscheinen in einer Höhe von 60 bis 105 km (Bereich Mesosphäre und Thermosphäre) und treten oft gemeinsam mit Roten Kobolden auf. Sie sind ringförmig und breiten sich in einem Radius von bis zu 500 km in Bruchteilen einer Sekunde flächendeckend aus. Erste Sichtungen von Elves konnten Anfang der 1990er Jahre dokumentiert werden.